# ストーリー・ガール
ストーリー・ガール（The Story Girl）とはL・M・モンゴメリが1911年に書いた本である。

## あらすじ
ぼく（ベバリー・キング）と弟のフェリックスは、父の実家キング農場に預けられることになり、プリンス・エドワード島のカーライルにやってきた。カーライルで、いとこの、ダン、フェリシティー、セシリー、そしてストーリー・ガールことセアラ・スタンリーに出会い、いっしょにいろいろな体験をしていくうちに、成長していく話。

## 登場人物

### 子供たち
ベバリー・キング（ベブ）
物語開始時には13歳。フェリックスの兄。物語の語り手。ストーリー･ガールのことが好きである。父はアラン･キング。
セアラ・スタンリー（ストーリー・ガール）
物語開始時には14歳。モデルは著者自身。話をするのがとてもうまい。髪の色は茶色で、カールしている。きれいな足をしている。兄弟はいない。子供たちの中では一番年上。料理は苦手だが、フェリシティーに教えてもらっている。灰皮パトリック（パディー、パット）と言う猫を飼っている。母はフェリシティー･スタンリー（旧姓キング）、父はブレア･スタンリー。
ダニエル・キング（ダン）
物語開始時には13歳。フェリシティーとセシリーの兄。フェリシティーとはよく口喧嘩をする。父はアレクサンダー（アレック）･キング、母はジャネット･キング。口の形を気にしている。
フェリシティー・キング
物語開始時には12歳。料理が得意で、今まで失敗したことがない。周りからは美人と言われている。フェリシティーはストーリー･ガールの母親からとられた名前。
セシリー・キング（シス）
物語開始時には11歳。喧嘩が嫌い。とてもいい子で優しい。セアラ･レイの親友。
フェリックス・キング
年齢は不明。太り気味でやせたいと思っている。おじのフェリックスからとられた名前。
ピーター・クレイグ
年齢は不明。フェリシティーのことが好きである。ロジャーおじの家で雇われている。
セアラ・レイ
物語開始時には11歳。すぐに泣く。キング農場の近くに住んでいる。